# Julius Gold
Julius Gold (* 18. Februar 1884 in Saint Joseph (Missouri); † 29. Januar 1969) war ein US-amerikanischer Geiger, Musikpädagoge und -wissenschaftler.

## Leben
Gold kam 1891 mit seiner Familie nach San Francisco, wo er zunächst Violinunterricht bei Henry Heyman und Henry Holmes hatte und von 1900 bis 1905 am Chicago College of Music Violine bei Bernhard Listemann und Émile Sauret studierte. Daran schloss sich ein Studium der Musiktheorie und -geschichte bei Bernhard Ziehn an.
Von 1910 bis 1914 war er Professor für Musik an der Drake University in Des Moines. Von 1914 bis 1937 war er Geiger im San Francisco Symphony Orchestra von 1922 bis 1937 außerdem in der San Francisco Opera Association. 1931 hielt er an der Stanford University Sommervorlesungen über die Grundlagen der Musik. Von 1931 bis 1935 war er Professor für Kontrapunkt und Komposition am Dominican College in San Rafael, Kalifornien, danach wirkte er als privater Lehrer und Musikwissenschaftler. Zu seinen Schülern zählten u. a. Winthrop Sargeant, Frank Fragale, Meredith Willson und Isaac Stern.
Gold hinterließ eine 10.000 Bände umfassende Musikbibliothek, die als Julius Gold Collection Bestandteil der Kongressbibliothek ist sowie eine umfangreiche Korrespondenz.